# Thursee
Der Thursee ist ein See bei Pampow im Landkreis Vorpommern-Greifswald in Mecklenburg-Vorpommern.
Das etwa 3,4 Hektar große Gewässer befindet sich im Gemeindegebiet von Blankensee, zwei Kilometer nördlich vom Ortszentrum in Pampow entfernt. Der See hat keinen natürlichen Zufluss. Er verfügt jedoch durch ein nördliches Grabensystem über eine Verbindung zum Schlosssee. Die maximale Ausdehnung des Thursees beträgt etwa 270 mal 170 Meter.
Der Seename stammt vermutlich vom slawischen Wort turŭ für Auerochse ab.